# Suchia
Los suquios (Suchia) son un clado de diápsidos arcosaurios crurotarsianos que aparecieron a mediados del período Triásico, hace aproximadamente entre 245 en el Anisiense y perduran hasta la actualidad. Sereno (1991)[cita requerida] proporcionó una definición nodo-basal para Suchia. Parrish (1993)[cita requerida] había argumentado que Suchia es “Crocodylotarsi menos Parasuchia”, pero no proporcionó una definición. La definición actual es una revisión de la única definición existente (Sereno 1991) que incluye los espacios para Gracilisuchus y clados muy probablemente basales. De este modo, Suchia contiene el concepto propuesto primero por Krebs (1974)[cita requerida] y lo coloca en el cladograma de Benton y Clark (1988).[cita requerida] Ornithosuchidae no es incluido o excluido por definición. Si las relaciones de Ornithosuchidae estuvieran dentro de Suchia según lo definido, serían vistos naturalmente como suquianos.
La definición activa de Sereno es la del clado menos inclusivo que contiene a Aetosaurus ferratus (Fraas 1877), Rauisuchus tiradentes (Huene 1942), Prestosuchus chiniquensis (Huene 1942), Gracilisuchus stipanicicorum (Romer 1972) y Crocodylus niloticus de (Laurenti 1768).
El fósil más temprano es Ticinosuchus ferox de los lechos rocosos del Anisiano en Alemania (Krebs 1965) y los más modernos incluye a los cocodrilos existentes.